# Angels Cry 20th Anniversary Tour
Angels Cry 20th Anniversary Tour è il terzo album dal vivo del gruppo power metal brasiliano Angra, pubblicato nel 2014; è il primo disco dal vivo per il nuovo cantante Fabio Lione, nonché il suo esordio discografico con la band.
Per l'occasione della celebrazione del 20º anniversario dell'album d'esordio Angels Cry, sono state coinvolte alcune special guest, fra cui: Tarja Turunen (ex-Nightwish) e Uli Jon Roth.

## Tracce

### Disco 1
1. Angels Cry – 7:04
2. Nothing To Say - 6:27
3. Waiting Silence – 4:59
4. Lisbon – 5:08
5. Time – 5:57
6. Millenium Sun – 5:46
7. Winds Of Destination - 7:09
8. Gentle Change - 5:33
9. The Voice Commanding You - 5:59
10. Late Redemption – 5:01
11. Reaching Horizons – 3:26
12. A Monster In Her Eyes – 2:51

### Disco 2
1. No Pain For The Dead  - 5:11
2. Stand Away  - 5:32 (feat Tarja Turunen)
3. Wuthering Heights – 4:44 (feat Tarja Turunen & Uli John Roth)
4. Evil Warning – 6:42
5. Unfinished Allegro / Carry On – 6:29
6. Rebirth 5:46
7. In Excelsis 0:53
8. Nova Era 6:03

## Formazione

### Gruppo
- Fabio Lione - voce
- Rafael Bittencourt - chitarra, cori
- Kiko Loureiro - chitarra, cori
- Felipe Andreoli - basso, cori
- Ricardo Confessori – batteria

### Ospiti
- Tarja Turunen – voce in "Stand Away" e "Wuthering Heights"
- Uli Jon Roth - chitarre in "Wuthering Heights"
- Família Lima - archi in "No Pain for the Dead", "Stand Away" e "Unfinished Allegro"
- Amilcar Christófaro - batteria in "Evil Warning"